# Sandro R. Müller
Sandro R. Müller (* 18. November 1955 in Wiesbaden; † 18. Januar 2024) war ein deutscher Organist.

## Leben und Werk
Er studierte ab 1979 Orgel bei Gerd Zacher an der Folkwang-Hochschule Essen, erhielt aber wegen fehlender Anwesenheitstestate keine Zulassung zum Examen und verließ die Hochschule ohne Abschluss. Er war von 1979 bis 2020 Organist an der Alten reformierten Kirche und der Thomaskirche in Wuppertal und außerdem bei der Stadt als Friedhofsorganist angestellt.
Müller trat kaum öffentlich in Erscheinung und war der Fachwelt unbekannt, bis er ab 1994 (unterstützt von der Stiftung Kunst und Kultur NRW) L’Orgue Mystique von Charles Tournemire einspielte, mit der er sich seit seiner Jugend beschäftigte. Von voraussichtlich 14 CDs waren bis 2004 acht erschienen. Diese Ersteinspielungen erregten auf Grund ihrer Perfektion in der Fachpresse großes Aufsehen, führten aber auch zu Diskussionen, ob die Interpretation der ursprünglich für französische Orgeln gedachten L'Orgue Mystique auf deutschen Orgeln angemessen sei. Daneben machten sie den in Deutschland fast vergessenen Charles Tournemire wieder bekannter. Bis zum Jahr 2014 erschien der gesamte Zyklus beim Label Cybele Records, eingespielt auf sechs verschiedenen Orgeln:
- Vol. 1-2: Alexander-Schuke-Orgel (2 Manuale, 27 Register, 1968), Alte Reformierte Kirche, Wuppertal-Elberfeld
- Vol. 3-4: Rieger-Orgel (4 Manuale, 58 Register, 1969/70), Abtei Marienstatt, Marienstatt
- Vol. 5-6: Seifert/Weyland-Orgel (3 Manuale, 42 Register, 1929/1933), Liebfrauen-Kirche, Bottrop-Eigen
- Vol. 7-9: Rieger-Orgel (3 Manuale, 45 Register, 1992), Stifts- und Propsteikirche St. Mariä Himmelfahrt, Kleve
- Vol. 10-12: Rieger-Orgel (3 Manuale, 44 Register, 1995), Heilig-Kreuz-Kirche, Zweibrücken
- Vol. 13-14: Jann-Orgel (5 Manuale, 103 Register, 1989), Stiftsbasilika Waldsassen, Waldsassen

Außerdem liegen vier CDs vor, auf der Müller Werke von Juan Bautista Cabanilles spielt, die auch beim Label Cybele erschienen sind.